# Seleções
Seleções (português brasileiro) ou Selecções (português europeu) é o nome que recebem as versões brasileira e portuguesa da Reader's Digest, revista mensal criada em 1922 por DeWitt Wallace e Lila Bell Wallace em Chappaqua, Nova York, Estados Unidos. Publicada em 35 línguas e distribuída em 120 países, a revista é vendida predominantemente por assinatura.
Seu formato é menor em relação às revistas tradicional: 13,4 cm x 18,4 cm (a Veja, por exemplo é 20,2 x 26,6 cm), e maior que um livro de bolso (11 cm x 18 cm). No Brasil, este formato é chamado de formatinho.
A revista fala de assuntos diversos, incluindo saúde, anedotas (incluindo a seção "piadas de caserna"), conhecimentos gerais e biografias diversas. Uma seção da revista muito apreciada é a Livro do Mês, que traz de forma condensada um livro atual, sendo um estímulo à leitura de diversos gêneros da literatura contemporânea. A editora de Seleções, a Reader´s Digest, publica periodicamente volumes de capa dura com algumas dessas condensações. 

## História
William Roy DeWitt Wallace, um editor de livretos de auto-ajuda, retornou aos Estados Unidos em 1918, depois que foi ferido quando servia no Exército dos EUA, na França, durante a Primeira Guerra Mundial. Estando em Pleasanttville (Nova York), para recuperar-se, retornou a compilar artigos de várias revistas e jornais. Este procedimento, ele já tinha feito quando trabalhava num banco em Monte Vista, Colorado, entre 1910 e 1911. Sem saber, este passatempo foi a gênese do Reader's Digest. Nesta época, chegou a montar um arquivo de cartões com vários artigos de revistas reduzidos. Mas em 1918, teve a ideia de não apenas compilar, mas condensá-los e publicá-los em uma única revista.
Retornando para sua casa, em Saint Paul (Minnesota), na primavera de 1919, passou seis meses trabalhando em uma edição fictícia da Reader's Digest, com 31 artigos condensados de vários outras publicações. Inicialmente, sua ideia foi recusada pelas editoras. Sem perder o ânimo, convidou sua noiva, Lila Bell Acheson (depois Lila B. Wallace), para investir na ideia da revista. Os dois passaram a enviar cartas para professores e clubes de mulheres, vendendo assinaturas de uma futura revista. Quando arrecadaram $ 5.000 em assinaturas provisórias, lançaram a Reader's Digest volume I, número 1, em fevereiro de 1922, com o material de 1919 (31 artigos). O casal (DeWitt e Lila casaram em outubro de 1921), passou a trabalhar num escritório em cima de um bar em Greenwich Village (pouco tempo depois, mudaram-se para Chappaqua, um povoado do condado de New Castle, Nova York) e nos primeiros anos, DeWitt foi o único condensador da revista. Seu "escritório" era a Biblioteca Pública de Nova York, onde resumia os artigos de revistas e jornais à mão.
Em 1926, a revista já contava com 30.000 assinantes e em 1929, com 290.000 assinaturas, e os direitos autorais eram prontamente concedida. Quando a revista passou a ter um milhão de exemplares por edição, na década de 1930, os editores originais passaram a cobrar os direitos de reprodução.
Até 1955, a revista não possuía anunciantes, pois isso não agradava DeWitt. Mas com a disparada dos custos, na década de 1950, a revista passou a incluir  anunciantes, com exceção de anúncios de bebidas alcoólicas e tabaco.

### Em português
A revista foi lançado no Brasil e em Portugal em fevereiro de 1942 com o nome de "Seleções do Reader's Digest" (mais tarde reduzido para apenas "Seleções"). Para Portugal, a variante linguística era a brasileira, pois era impressa no Brasil e transportada para Portugal. A iniciativa foi de Robert Lund, fundador do "Grupo Lund Editoras Associadas". O preço do primeiro número foi de 5.000,00 Réis.
Com a instabilidade econômica e a deficiência nos serviços dos Correios no Brasil, em 1967, a revista passou a ser impressa somente em Portugal e exportada para o Brasil; mas ainda na variante linguística brasileira. Somente em  maio de 1988, que a revista ganhou uma equipe editorial portuguesa e assim, cada país editava sua própria versão, mas ainda a partir de Portugal.
Com a implantação do Plano Real e a estabilidade econômica, em 1995 a revista voltou a ser impressa no Brasil e em 1997, a equipe editorial para a versão brasileira voltou ao pais.